# Сызранский район
Сы́зранский райо́н — административно-территориальная единица (район) и муниципальное образование (муниципальный район) на западе Самарской области России. Расстояние до областного центра — 137 километров. Район граничит с Ульяновской областью, территорией городов Сызрань, Октябрьск, а также с Шигонским, Ставропольским районами, а также граничит с водными границами Приволжского района.
Административный центр — город Сызрань (в состав района не входит).

## География
Площадь района — 1887 км²; 3-е место среди районов. Территория района расположена на правобережье Волги между Саратовским водохранилищем и рекой Уса, которые служат его границей на юго-востоке и севере. Район лежит в лесостепной зоне. В районе ведётся добыча различных видов песков, в посёлке Балашейка работает горно-обогатительный комбинат.
Основные реки — Волга, Сызранка, Крымза, Тишерек, Каргалка, Игарка, Рачейка, Балашейка, Уса, Кубра. Также имеются их притоки: Малая Крымза, Большой Тишерек, Малый Тишерек, Паяунь, Шварлейка, Гремячий Ключ, а также их многочисленные притоки — крошечные ручейки.

## История
На территории района находятся могильники, относящиеся к бронзовому веку. До присоединения к Московскому царству, в конце XVI века, регион был в составе Золотой Орды и Казанского ханства.
Большое количество населённых пунктов возникло в конце XIX века при строительстве железной дороги.
История Сызранского района началась в 1938 году, тогда в его состав входил всего один рабочий посёлок Кашпирский и 18 сельских советов, и вошёл в состав Сызранского округа Средне-Волжской области (с 1930 — Средне-Волжского края, с 1935 — Куйбышевского края, с 1936 — Куйбышевской области). 30 июня 1960 года к Сызранскому району была присоединена часть территории упразднённого Новодевиченского района.
В настоящих границах район существует с января 2006 года. Включает в себя 2 городских и 13 сельских поселений, в состав которых входят 69 населённых пунктов.

## Население
| 2002    | 2008    | 2010    | 2011    | 2012    | 2013    | 2014    | 2015    | 2016    |
| ------- | ------- | ------- | ------- | ------- | ------- | ------- | ------- | ------- |
| 23 964  | ↗25 703 | ↗25 947 | ↗25 995 | ↘25 874 | ↗25 898 | ↘25 718 | ↘25 548 | ↘25 255 |
| 2017    | 2018    | 2019    | 2020    | 2021    |         |         |         |         |
| ↘25 007 | ↘24 604 | ↘24 178 | ↘23 799 | ↗24 240 |         |         |         |         |

### Урбанизация
В городских условиях (пгт Балашейка и Междуреченск) проживают 22,03 % населения района.

## Муниципально-территориальное устройство
В муниципальный район Сызранский входят 15 муниципальных образований, в том числе 2 городских поселения и 13 сельских поселений:
| №  | Муниципальное образование          | Административный центр  | Количество населённых пунктов | Население | Площадь, км2 |
| -- | ---------------------------------- | ----------------------- | ----------------------------- | --------- | ------------ |
| 1  | Городское поселение Балашейка      | пгт Балашейка           | 1                             | ↘2614     | 50,43        |
| 2  | Городское поселение Междуреченск   | пгт Междуреченск        | 2                             | ↗2961     | 50,58        |
| 3  | Сельское поселение Варламово       | посёлок Варламово       | 5                             | ↗3821     | 141,50       |
| 4  | Сельское поселение Волжское        | посёлок Сборный         | 7                             | ↘1110     | 106,27       |
| 5  | Сельское поселение Жемковка        | село Жемковка           | 4                             | ↘985      | 172,42       |
| 6  | Сельское поселение Заборовка       | село Заборовка          | 1                             | ↘1224     | 69,22        |
| 7  | Сельское поселение Ивашевка        | посёлок Кошелевка       | 7                             | ↗1265     | 66,82        |
| 8  | Сельское поселение Новая Рачейка   | село Новая Рачейка      | 3                             | ↗1365     | 300,21       |
| 9  | Сельское поселение Новозаборовский | посёлок Новозаборовский | 11                            | ↘932      | 82,67        |
| 10 | Сельское поселение Печерское       | село Печерское          | 6                             | ↗956      | 90,95        |
| 11 | Сельское поселение Рамено          | село Рамено             | 2                             | ↗1385     | 71,61        |
| 12 | Сельское поселение Старая Рачейка  | село Старая Рачейка     | 5                             | ↗2128     | 186,19       |
| 13 | Сельское поселение Троицкое        | село Троицкое           | 6                             | ↗974      | 196,66       |
| 14 | Сельское поселение Усинское        | село Усинское           | 6                             | ↘2090     | 210,27       |
| 15 | Сельское поселение Чекалино        | село Чекалино           | 3                             | ↘430      | 79,68        |

### Населённые пункты
В Сызранском районе 69 населённых пунктов.
| №  | Населённый пункт  | Тип                     | Население | Муниципальное образование          |
| -- | ----------------- | ----------------------- | --------- | ---------------------------------- |
| 1  | 13 км             | железнодорожный разъезд | 1         | сельское поселение Волжское        |
| 2  | 21 км             | железнодорожный разъезд | 10        | сельское поселение Волжское        |
| 3  | 910 км            | железнодорожная казарма | 3         | сельское поселение Новозаборовский |
| 4  | 912 км            | железнодорожный разъезд | 0         | сельское поселение Новозаборовский |
| 5  | 950 км            | железнодорожный разъезд | 0         | сельское поселение Новозаборовский |
| 6  | Архангельский     | посёлок                 | 7         | сельское поселение Усинское        |
| 7  | Балашейка         | пгт                     | ↘2614     | городское поселение Балашейка      |
| 8  | Бутырки           | деревня                 | 3         | сельское поселение Чекалино        |
| 9  | Варламово         | посёлок                 | ↘3353     | сельское поселение Варламово       |
| 10 | Васильевка        | деревня                 | 1         | сельское поселение Ивашевка        |
| 11 | Взгорье           | посёлок                 | 195       | сельское поселение Новозаборовский |
| 12 | Вице-Смильтэнэ    | посёлок                 | 8         | сельское поселение Варламово       |
| 13 | Гремячий          | посёлок                 | 2         | сельское поселение Старая Рачейка  |
| 14 | Губино            | село                    | 194       | сельское поселение Усинское        |
| 15 | Демидовка         | село                    | 169       | сельское поселение Варламово       |
| 16 | Дружба            | посёлок                 | 43        | сельское поселение Жемковка        |
| 17 | ДЭУ-48            | посёлок                 | 23        | сельское поселение Ивашевка        |
| 18 | Ерик              | посёлок                 | 20        | сельское поселение Новозаборовский |
| 19 | Жемковка          | село                    | 857       | сельское поселение Жемковка        |
| 20 | Журавлевский      | посёлок                 | 20        | сельское поселение Новозаборовский |
| 21 | Заборовка         | село                    | ↘1224     | сельское поселение Заборовка       |
| 22 | Ивашевка          | село                    | 526       | сельское поселение Ивашевка        |
| 23 | Конопляный        | посёлок                 | 0         | сельское поселение Старая Рачейка  |
| 24 | Кошелевка         | посёлок                 | 674       | сельское поселение Ивашевка        |
| 25 | Красное Поле      | посёлок                 | 4         | сельское поселение Жемковка        |
| 26 | Красный Миронов   | посёлок                 | 35        | сельское поселение Печерское       |
| 27 | Куропаткино       | посёлок                 | 19        | сельское поселение Новозаборовский |
| 28 | Кучуговка         | деревня                 | 1         | Сельское поселение Троицкое        |
| 29 | Лесная Поляна     | село                    | 64        | сельское поселение Усинское        |
| 30 | Майоровский       | посёлок                 | 137       | сельское поселение Рамено          |
| 31 | Междуреченск      | пгт                     | ↗2726     | городское поселение Междуреченск   |
| 32 | Надеждино         | село                    | 51        | Сельское поселение Троицкое        |
| 33 | Нефтеперекачка    | посёлок                 | 44        | сельское поселение Печерское       |
| 34 | Новая Крымза      | посёлок                 | 233       | сельское поселение Варламово       |
| 35 | Новая Рачейка     | село                    | 770       | сельское поселение Новая Рачейка   |
| 36 | Новогубинск       | посёлок                 | 98        | сельское поселение Усинское        |
| 37 | Новозаборовский   | посёлок                 | 617       | сельское поселение Новозаборовский |
| 38 | Новорепьевский    | посёлок                 | 201       | сельское поселение Новозаборовский |
| 39 | Новосёлки         | деревня                 | 60        | сельское поселение Чекалино        |
| 40 | Новые Озерки      | посёлок                 | 90        | сельское поселение Волжское        |
| 41 | Новый Ризадей     | село                    | 90        | сельское поселение Новая Рачейка   |
| 42 | Образцовый        | посёлок                 | 25        | сельское поселение Печерское       |
| 43 | Осиновка          | посёлок                 | 0         | Сельское поселение Троицкое        |
| 44 | Переволоки        | село                    | ↗235      | городское поселение Междуреченск   |
| 45 | Передовой         | посёлок                 | 23        | Сельское поселение Троицкое        |
| 46 | Песочный          | посёлок                 | 28        | сельское поселение Новозаборовский |
| 47 | Петровка          | деревня                 | 0         | сельское поселение Ивашевка        |
| 48 | Печерские Выселки | село                    | 348       | сельское поселение Усинское        |
| 49 | Печерский Берег   | железнодорожная станция | 0         | сельское поселение Печерское       |
| 50 | Печерское         | село                    | 786       | сельское поселение Печерское       |
| 51 | Плодопитомник     | посёлок                 | 8         | сельское поселение Варламово       |
| 52 | Приусинск         | село                    | 0         | сельское поселение Печерское       |
| 53 | Радуга            | железнодорожная станция | 2         | сельское поселение Волжское        |
| 54 | Радужное          | село                    | 16        | сельское поселение Ивашевка        |
| 55 | Разбросной        | посёлок                 | 70        | сельское поселение Волжское        |
| 56 | Рамено            | село                    | 1372      | сельское поселение Рамено          |
| 57 | Ризадей           | железнодорожный разъезд | 0         | сельское поселение Новозаборовский |
| 58 | Сборный           | посёлок                 | 1122      | сельское поселение Волжское        |
| 59 | Симоновский       | посёлок                 | 0         | сельское поселение Волжское        |
| 60 | Смолькино         | село                    | ↘133      | сельское поселение Старая Рачейка  |
| 61 | Старая Рачейка    | село                    | 2143      | сельское поселение Старая Рачейка  |
| 62 | Троекуровка       | село                    | 17        | сельское поселение Ивашевка        |
| 63 | Троицкое          | село                    | 869       | Сельское поселение Троицкое        |
| 64 | Трубетчино        | село                    | 290       | сельское поселение Жемковка        |
| 65 | Уваровка          | село                    | 125       | сельское поселение Новая Рачейка   |
| 66 | Усинское          | село                    | 1849      | сельское поселение Усинское        |
| 67 | Чекалино          | село                    | 537       | сельское поселение Чекалино        |
| 68 | Черемоховка       | деревня                 | 17        | Сельское поселение Троицкое        |
| 69 | Ясная Поляна      | посёлок                 | 0         | сельское поселение Старая Рачейка  |